# Mats Waltin

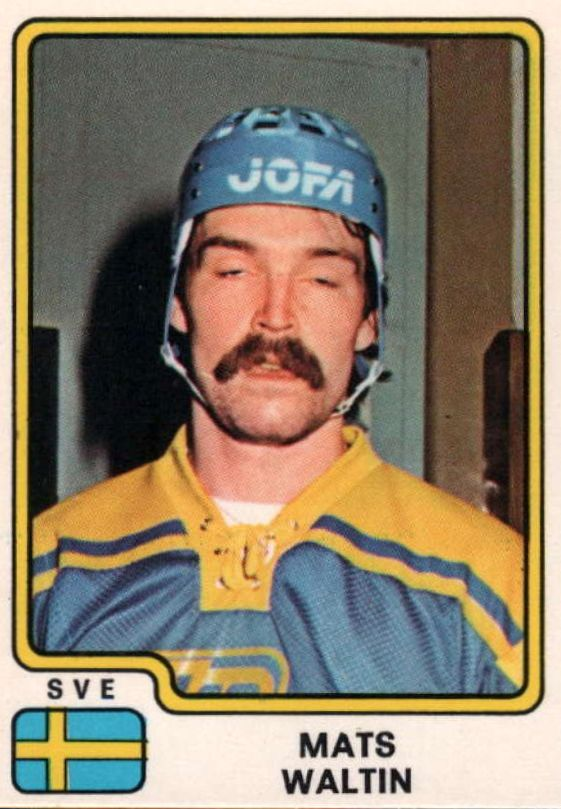

Mats Waltin, född 7 oktober 1953 i Stockholm, är en svensk före detta ishockeyspelare och nuvarande tränare. Under sin tid som spelare spelade han främst i Södertälje SK, Djurgårdens IF och Tre Kronor.
Han fick Guldpucken för säsongen 1975/1976 som säsongens främste spelare i Elitserien i ishockey och Sveriges herrlandslag i ishockey. Han spelade i 12 internationella turneringar, VM, OS och Canada Cup, mellan åren 1975 till 1985. Han blev svensk och schweizisk mästare två gånger (1983 och 1990 respektive 1986 och 1987).
Efter sin aktiva karriär har Mats Waltin arbetat som tränare i bland annat Djurgårdens IF, Rögle BK och en del klubbar i Österrike, som Klagenfurt. Under säsongen 2001/2002 fungerade Mats Waltin som lagledare för Tre Kronor tillsammans med Hardy Nilsson. I ishockey-VM 2008 för herrar var han förbundskapten för Sloveniens ishockeylandslag. Säsongerna 2010/2011 och 2011/2012 hade Mats Waltin tränaransvaret för VIK Västerås HK innan han inför säsongen 2012/2013 tog över tränarrollen i Manglerud Star. År 2014 blev Waltin invald i Hockey Hall of Fame.
Den 28 maj 2014 tog Waltin över tränarrollen i IF Björklöven.
Waltin lämnade posten som tränare i IF Björklöven redan efter en säsong och avslutade sin sejour där den 14 mars. 2015 blev han tränare för Södertälje SK och tog dem tillbaka till Hockeyallsvenskan efter ett år i division 1, efter att Mats Waltin fick hård kritik så fick han gå 2017 och ersättes av Ulf "Jesus" Lundberg.

## Meriter
- SM-guld 1983, 1990
- SM-silver 1979
- Schweizisk mästare 1986, 1987
- TV-pucken Sven Tumbas stipendium 1969
- Canada Cup 1976
- Elitserien i ishockeys All star-lag 1979
- Utsedd till bäste back VM 1976
- VM-brons 1975, 1976, 1979
- VM-silver 1977, 1980
- Stor grabb nummer 97
- Invald i Hockey Hall of Fame i 2014.

## Klubbar

### Spelare
- IK Göta Ishockey  1970 - 1972 Division 2
- Södertälje SK 1972 - 1978 Elitserien
- Djurgårdens IF 1978 - 1984 Elitserien
- HC Lugano 1984 - 1987 Nationalliga
- EV Zug 1987 - 1989 Nationalliga
- Djurgårdens IF 1989 - 1990 Elitserien
- Södertälje SK 1989 - 1991 Elitserien

### Tränare/Manager
- Djurgårdens IF 1989 - 2002 Elitserien
- Sverige 2002
- Klagenfurter AC 2004 - 2006 Erste Bank Eishockey Liga
- Slovenien 2007 - 2008
- VIK Västerås HK 2010 - 2012 [2] Hockeyallsvenskan
- Manglerud Star 2012 - 2014 Norge Division 1
- IF Björklöven 2014 - 2015 Hockeyallsvenskan>
- Södertälje SK 2015-2017 Hockeyallsvenskan